# Андреев, Пётр Андреевич (экономист)
Пётр Андреевич Андреев (3 августа 1932, дер. Забожное, Армизонский район, Тюменская область, РСФСР — 9 февраля 2016, Москва, Россия) — советский и российский учёный в области решения организационно-экономических проблем механизации сельского хозяйства, член-корреспондент РАН.

## Биография
В 1955 г. окончил Свердловский сельскохозяйственный институт. Кандидат экономических наук (1975), профессор (1993), член-корреспондент РАСХН (1995), член-корреспондент РАН (2014).
Работал инженером, главным инженером Рудянской МТС; директором Сухоложской районной тепловой станции; директором совхоза Сухоложский; начальником отдела механизации и электрификации, заместителем, первым заместителем начальника Свердловского областного управления сельского хозяйства (1955—1973).
- 1973—1981 гг. — заместитель начальника Главного управления механизации Министерства сельского хозяйства РСФСР,
- 1981—1996 гг. — начальник Главного управления науки и технического прогресса Госагропрома РСФСР, а затем Министерства сельского хозяйства и продовольствия Российской Федерации.

С 1996 г. — профессор-консультант Российской академии менеджмента и агробизнеса.
Выступил одним из инициаторов создания организационно-технологических проектов выращивания основных сельскохозяйственных культур на индустриальной и интенсивной основе, системы технического обслуживания машин и оборудования в животноводстве, методологического обеспечения организации деятельности научно-производственных систем и технопарковых объединений, развития сельскохозяйственной отрасли в условиях перехода к рыночной экономике. Являлся одним из создателей Всероссийской ассоциации научно-производственных и производственных систем «Агросистема», Центрального НИИ инновационных проблем и маркетинга в АПК, Республиканского хозрасчетного научно-инновационного центра.
Автор 230 научных трудов, в том числе 10 монографий и 108 книг и брошюр. Имел 15 патентов на изобретения.
Являлся президентом Российского научно-технического общества сельского хозяйства.
Скончался 9 февраля 2016 года. Похоронен на Перепечинском кладбище Москвы (участок 13).

## Награды и звания
Награжден орденами Трудового Красного Знамени (1971) и «Знак Почета» (1967), 9 медалями СССР и Российской Федерации, 5 медалями ВДНХ и 6 медалями «Лауреат ВВЦ». Заслуженный работник сельского хозяйства РСФСР.

## Научные труды
- Техническое обслуживание машин и оборудования в животноводстве / соавт.: Р. Г. Муллаянов, А. Г. Лисовский. — М.: Росагропромиздат, 1991. — 223 с.
- Развитие инновационных процессов в условиях рынка. — М.: Колос, 1993. — 58 с.
- Фермерские хозяйства (организация, кооперирование, обслуживание) / соавт. В. И. Кудряшов. — М.: Колос, 1994. — 175 с.
- Организация управления инновационными процессами в условиях формирования рыночных отношений в АПК / соавт. Л. И. Мурая. — М., 1996. — 142 с.
- Структура сельскохозяйственного производства Российской Федерации / соавт. А. Г. Папцов. — М., 1996. — 69 с.
- Инновационные процессы в сельском хозяйстве. — М.: РосАКОагро, 2000. — 184 с.
- Организация и деятельность машинно-технологических станций: учеб.-практ.пособие / МСХ РФ. Департамент кадровой политики и образования. — М., 2001. — 43 с.
- Информационно-консультационное обеспечение инновационной сферы АПК. — М.: РосАКОагро, 2004. — 180 с.